# Inelul de Aur al Rusiei
Inelul de Aur al Rusiei (în rusă Золото́е кольцо́) este un inel de orașe de la nord-est de Moscova, capitala Rusiei. Anterior erau cuprinse în regiunea cunoscută sub numele de Zalesie.
Aceste orașe străvechi, care au jucat un rol important și în formarea Bisericii Ortodoxe Ruse, păstrează memoria celor mai importante și semnificative evenimente din istoria Rusiei. Orașele au fost numite „muzee în aer liber” și sunt monumente unicat ale arhitecturii ruse din secolele XII-XVIII, inclusiv kremline, mănăstiri, catedrale și biserici. Aceste orașe au tipicele cupole în formă de „ceapă” ale bisericilor.

## Orașe

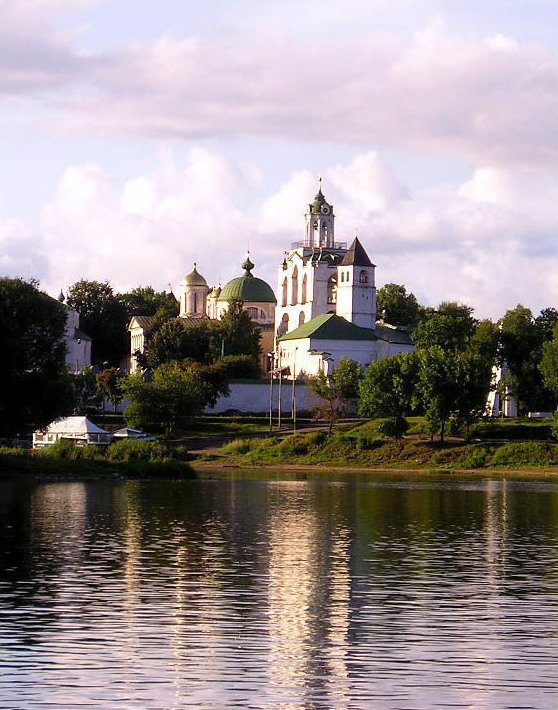
Râul Kotorosl în Iaroslavl

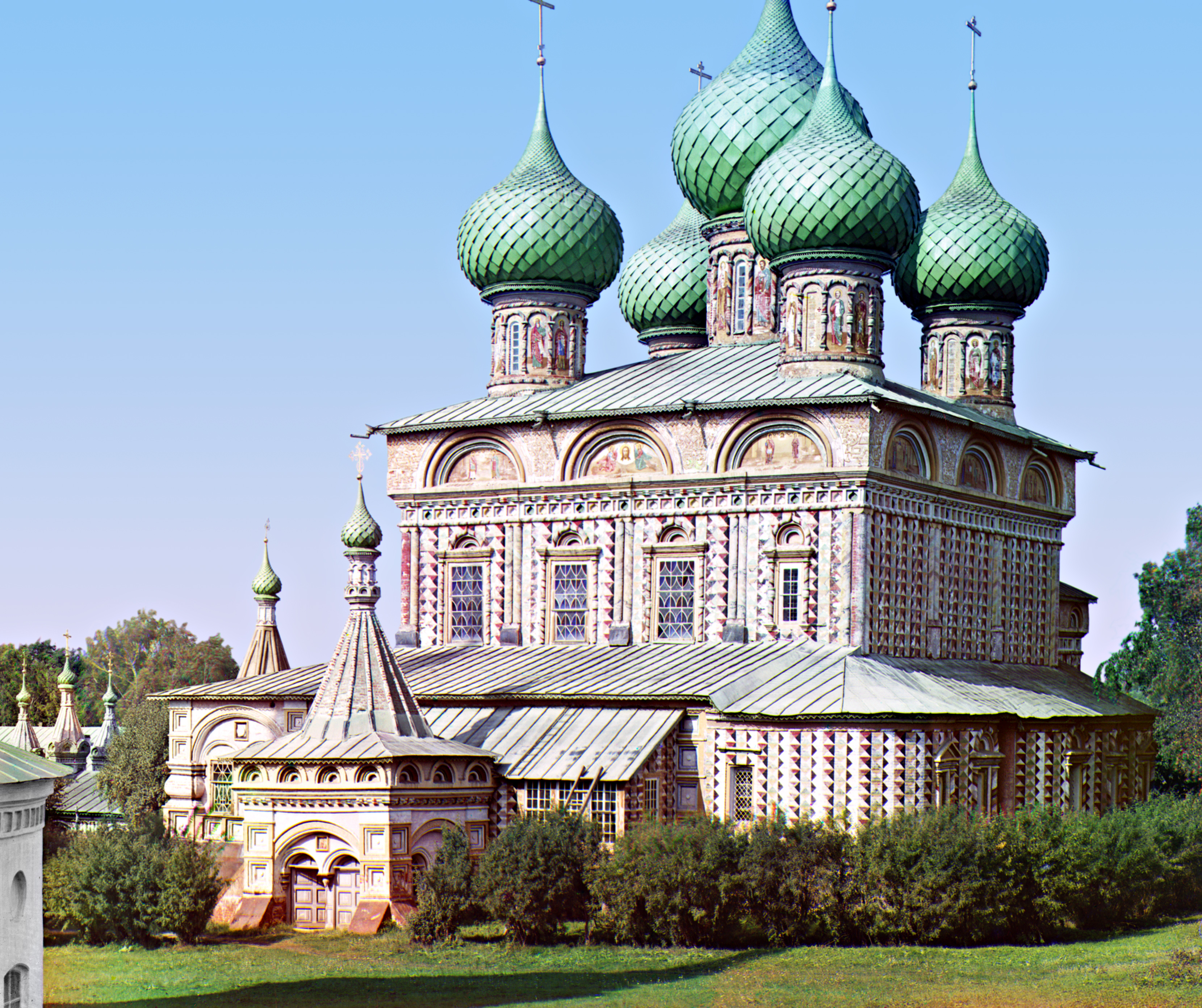
Biserica Învierii din Kostroma (1652) este un exemplu de artă rusă din secolul 17 (fotografie color, Serghei Mihailovici Prokudin-Gorskii, 1910, Biblioteca Congresului)

Orașele Iaroslavl, Kostroma, Ivanovo, Suzdal, Vladimir, Serghiev Posad, Pereslavl-Zaleski și Rostov Veliki fac parte din Inelul de Aur. Pe lângă acestea, alte orașe vechi în regiunile Ivanovo, Vladimir și Yaroslavl, de asemenea, au fost considerate ca parte a inelului, precum: Paleh, Plios și Șuia (Ivanovo) Gorohoveț, Gus-Hrustalnîi, Murom, Iuriev-Polski (Regiunea Vladimir) și Rîbinsk, Tutaiev și Uglici (Regiunea Iaroslavl).
- Serghiev Posad este singurul oraș din Regiunea Moscova inclus în Golden Ring, fiind strâns legat de Lavra Troița-Serghieva (protejată de UNESCO) fondată în secolul al XIV-lea de către sfântul Serghie de Radonej. Lavra este acum una dintre cele mai importante sălașuri religioase de limbă rusă, iar Sfântul Serghie este unul dintre cei mai venerați sfinți ruși de origine.
- Pereslavl-Zalesskiy este locul de naștere al lui Aleksandr Nevski – celebrul erou rus, cneaz și sfânt. El are, de asemenea, legături cu Petru cel Mare care l-a folosit pentru a avea aici flotila sa de jucărie pe Lacul Plesceevo. În plus, orașul are, de asemenea, o frumoasa catedrală din secolul al XII-lea, coline și șase mănăstiri, dintre care patru încă sunt active.
- Rostov Veliki este cunoscut sub acest nume („Rostovul Măreț”) pentru a-l distinge de mai marele Rostov-pe-Don. Este printre cele mai vechi orașe din Rusia, fiind menționat în cronici încă din 862. Cel mai impresionant este kremlinul din piatră albă, așezat pe Lacul Nero, acum muzeu-rezervație. Orașul are, de asemenea, trei mănăstiri și muzee dedicate artei picturii pe smalț, pentru care este renumit.
- Iaroslavl este considerat capitala neoficială a Inelului de Aur și este, de asemenea, un loc din Patrimoniul Mondial UNESCO. Se crede că a fost înființat în 1010 de Cneazul Iaroslav cel Înțelept. Principala atracție este Mănăstirea Spaso-Preobrajenski, care este acum un muzeu, iar printre multele biserici frumoase, cele mai renumite sunt Bisericile Sfântul Ilie Proorocul și Ioan Botezătorul, ambele decorate cu fresce splendide. Iaroslavl se află la doar patru ore de drum cu trenul expres de Moscova.
- Kostroma. Ca și Moscova, Kostroma se crede că a fost fondat de către marele cneaz Iuri Dolgoruki în secolul al XII-lea. Orașul este celebru pentru Mănăstirea Ipatievski, legată de Dinastia Romanov, întrucât primul țar Romanov – Mihail I al Rusiei – aici a fost făcut țar. Kostroma este, din Inelul de Aur, cel mai îndepărtat de Moscova, se poate ajunge aici cu un tren de noapte din capitală.
- Ivanovo este atât cel mai tânăr, cât și cel mai industrializat din Inelul de Aur. Anterior, orașul a fost cunoscut sub numele de Ivanovo-Voznesensk, după cele două sate care au fuzionat pentru a forma noul oraș în 1871. Este asociat pentru totdeauna cu comerțul, odată în plină expansiune, cu textile, ceea ce a dus la supranumele de Orașul Mireasă și de Manchesterul rusesc.
- Gus-Hrustalnîi
- Suzdal este adesea menționat ca un muzeu în aer liber pentru clădirile vechi bine fost conservate și pentru lipsa industrializării. Mai multe obiective turistice sunt protejate de UNESCO, de exemplu, Monumentele din Piatră Albă din Vladimir și Suzdal. Remarcabile sunt și Mănăstirea Spaso-Iefimiev, care este acum un muzeu, și muzeele din kremlinul local. În plus, există încă alte patru mănăstiri.[2]
- Vladimir. Ca fostă capitală a Rusiei medievale, Vladimir este foarte important din punct de vedere istoric. Este oarecum mai industrial decât vecinul său Suzdal, dar Porțile de Aur, Cathedral Sfântul Dimitrie și Catedrala Adormirii Maicii Domnului sunt protejate de UNESCO drept capodopere ale arhitecturii rusești vechi.
- Rîbinsk
- Uglici
- Mîșkin
- Alexandrov

Multe dintre aceste orașe sunt de-a lungul autostrăzii M8 sau se poate ajunge la ele din Gara Iaroslavski din Moscova.